# Indymedia
Indymedia eller IMC (Independent Media Center) er en samling uafhængige medieorganisationer, som arbejder på græsrodsniveau med at publicere internetnyheder uden indblanding fra større virksomheder eller kapitalinteresser. Der findes mere end hundrede IMC'er verden over. Hver IMC er selvstyrende og har egen finansiering og egne mål. Samarbejdsorganet for disse separate organisationer kaldes Indymedia.
Indymedia opstod ud af den globaliseringskritiske bevægelse, og bruges primært af den alternative og socialisme scene. Bevægelsen kendes undertiden for dens slogan: ”Dont hate the media – be the media!”

## Grundlag
Netværket af de forskellige IMC-grupper forstår sig selv som del af den globale antikapitalistiske modstand og beretter uafhængigt, ucensoreret og ukommercielt.
Det første IMC blev grundlagt i november 1999 i Seattle for at rapportere om protesterne imod WTO-konferencen i Seattle, USA, fordi en del engagerede aktivister var utilfredse med de etablerede mediers dækning og ønskede en alternativ nyhedskilde. Projektet havde stor succes, og ideen spredtes hurtigt. I 2002 var der opstået hele 89 IMC-hjememsider i 31 forskellige lande og i 2006 rundede antallet af IMC'er 150.
Den danske afdeling, Indymedia Danmark, blev grundlagt i 2005. Ud over den danske hjemmeside på indymedia.dk Arkiveret 2. maj 2007 hos  Wayback Machine findes der også en sektion med danske nyheder på engelsk Arkiveret 4. maj 2012 hos  Wayback Machine og en chatkanal på IRC: #denmark.

## Open posting
Indymedia har et princip om "open posting", hvilket vil sige, at alle kan offentliggøre deres egne nyheder; folk kan være deres egne journalister og offentliggøre nyhedsartikler, de selv har skrevet. Idéen er, at folk på egen hånd skal kunne gøre opmærksom på nyheder som statslige og kommercielle medier ikke beretter om, eller give et andet syn på ting, som fx en rapportage fra en demonstration set fra demonstranternes synsvinkel. Dette medfører dog, at de publicerede nyheder ofte kan være skrevet i en dagligsprogstone og have et vist subjektivt præg.

## Weblinks
- Indymedia Globalt
- Indymedia Danmark Arkiveret 13. november 2006 hos  Wayback Machine
- Indymedia FAQ
- Blogs af Indymedia aktivister fra hele verdenen Arkiveret 25. oktober 2008 hos  Wayback Machine
- Global Forum for Political Filesharing Arkiveret 11. november 2006 hos  Wayback Machine